# Splendeuptychia ackeryi
A Splendeuptychia ackeryi é uma espécie de borboleta, notória por possuir estruturas parecidas com bigodes, encontrada em Serrania de los Yarigüíes, no noroeste da Colômbia.